# Tourisme à Shenzhen
Le tourisme à Shenzhen constitue une importante source de revenus, et d'attractivité dont deux des principales sont les commerces et les parcs à thèmes.

## Aspects économiques

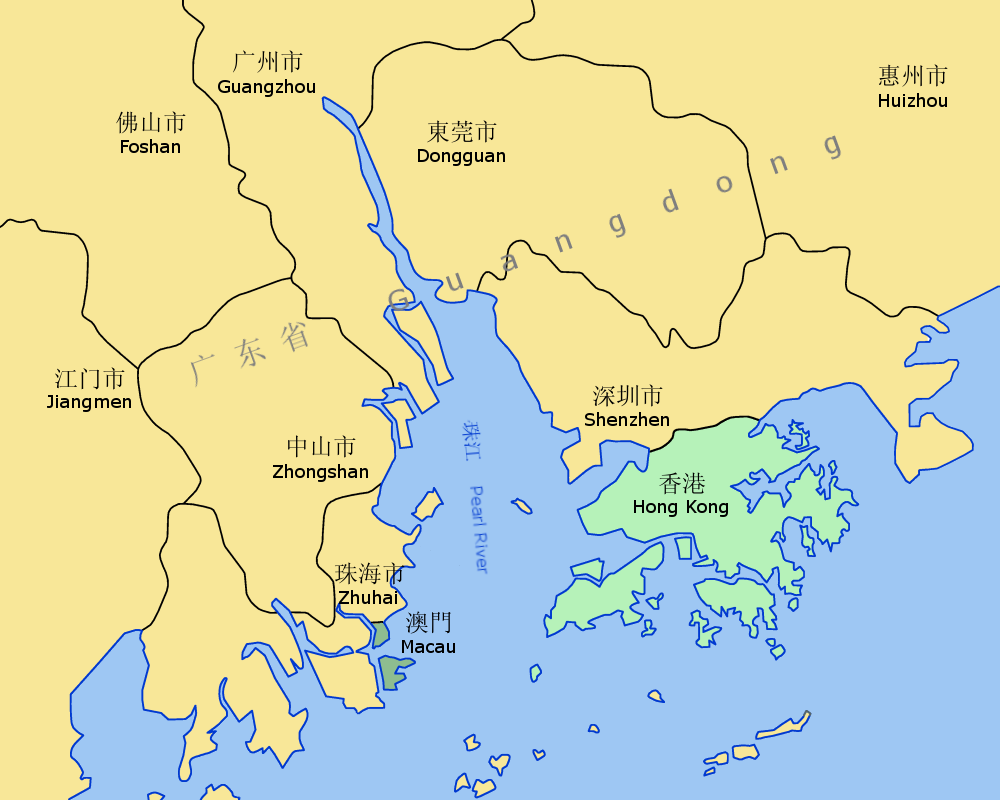
Carte de la zone du delta de la rivière des Perles incluant Shenzhen

Shenzhen est située à l'une des extrémités du delta de la Rivière des Perles. Le territoire s'étend sur environ quatre-vingts kilomètres d'est en ouest, et une quarantaine de kilomètres du nord au sud aux endroits les plus larges. Le centre-ville, qui correspond approximativement aux districts de Futian et de Luohu, se situe dans le centre-sud, à côté de la frontière hongkongaise. Il se trouve à 160 km au sud-est de Guangzhou (Canton), 70 km au sud-est du centre de Dongguan et 35 km au nord de l'île de Hong Kong.
Le tissu urbain se densifie, et une mégalopole englobant toutes ces villes tend à se constituer. Le Delta de la Rivière des Perles, ou PRD, est un projet ambitieux et nécessaire de développement de l'ensemble de la région, de Hong Kong à Canton, soit déjà près de 50 millions de personnes.
En 2006, le PIB total était de 568,4 milliards de yuans, et donc un PIB par habitant de 8 619 U.S.dollars.
Le bassin commercial est donc très prometteur.

## Districts
- District de Bao'an
  - Xin'an (新安街道), Minzhi (民治街道), Longhua (龙华街道), Dalang (大浪街道), Xixiang (西乡街道), Fuyong (福永街道), Shajing (沙井街道), Songgang (松岗街道), Shiyan (石岩街道), Guanlan
- District de Futian
  - Futian 福田
  - Nanyuan 南园
  - Yuanling 园岭 (園嶺)
  - Shatou 沙头 (沙頭)
  - Xiangmihu 香密湖
  - Meilin 梅林
  - Lianhua 莲花 (蓮花)
  - Huafu 华富 (華富)
- District de Guangming (2007)
- District de Longgang
  - Bantian 坂田, Buji 布吉, Dapeng 大鹏, Henggang 横岗
  - Kengzi 坑梓, Kuichong 葵涌, Longcheng 龙城, Longgang 龙岗, Nanao 南澳
  - Nanwan 南湾(dont Nanling and Shawan), Pingdi 坪地, Pinghu 平湖, Pingshan 坪山
- District de Luohu
  - Huangbei (黄贝), Nanhu (南湖), Guiyuan (桂园), Dongmen (东门), Sungang (笋岗)
  - Qingshuihe (清水河), Cuizhu (翠竹), Dongxiao (东晓), Donghu (东湖), Liantang (莲塘)
- District de Nanshan
  - Nantou (南 头 街道), siège du gouvernement municipal
  - Nanshan (南山 街道)
  - Shahe (沙河 街道)
  - Shekou (蛇口 街道)
  - Zhaoshang (招商 街道)
  - Yuehai (粤海 街道)
  - Taoyuan (桃源 街道)
  - Xili (西丽 街道)
- District de Pingshan (2009)
- District de Yantian : Meisha 梅沙, Yantian 盐田, Shatoujiao 沙头角, Haishan 海山

## Centres d'intérêt touristique
- Shenzhen Library (深圳图书馆); 2016 Fuzhong 1st Road, Futian 福田区福中一路2016号 Métro L2 / L4 : Shi Min Zhong Xin / Civic Center or Shao Nian Gong / Children's Palace. Bus 25, 228, 65, 111, 71, 64, Shao Nian Gong bus stop.

### Parcs (paysagers, ou à thèmes)
- List of parks in Shenzhen
- List of lakes and reservoirs in Shenzhen
- Luohu
  - Lake of the Immortals Botanical Gardens (仙湖植物公园; Xiān Hú Zhíwù Gōngyuán), Lian Shi Rd, Lian Tang Rd., 罗湖区莲塘村莲十路 (Bus: 218, 220). Ouvert de 07h00 à 22h00. Très beau parc, maisons de thé, pavillons, jardin d'azalées, serres de cactées, jardin de plantes médicinales, musée de paléontologie, forêt pétrifiée, vente de miel, d'œufs, de fruits, de légumes... Bus 113. Entrée 20 rmb. Bus intérieur utile à l'entrée à 3 rmb, desservant le temple Hong Fa, partie prenante du renouveau du bouddhisme en Chine. Circulation partielle en véhicule collectif électrique à 10 rmb.
  - Wutong Mountain National Park (梧桐山Wutong Village, 罗湖区捂桐村). Depuis la dynastie Ming, cet endroit réputé permet de bonnes promenades (de plusieurs heures).
  - Autres parcs : Wenhua, Honghu, Erlong, Cuizhu, Weiling, (Donghu), (Yuanshan Mountain Scenic Spot).
  - Tout au nord-ouest du district, le Yinhu Lake Tourism Center.
- Futian
  - Lianhua Mountain Park (Lotus Mountain Park; 蓮花山公園; Liánhuāshāngōngyuán), Hongli Road West, Futian Central (Métro ligne 4 (Arrêt : Shaoniangong / Children's Palace), e continuer à pied, ou bus n° 25 de Shenzhen Railway Station. Descendre à “Lian hua shan gong yuan” 莲花山公元). Au nord de Futian, un espace vert de 150 hectares, en accès libre. Une statue rend hommage à Deng Xiao Ping. En fin de semaine, vie des familles et de groupes : badminton, taichi, chiqong, aérobic, tango, danses diverses, cerfs-volants, musiciens, etc.
  - Shenzhen Garden and Flower Exposition Center (园博园), Zhuzilinxi, (Une entrée se trouve au croisement de Shennan Avenue et de Qiaocheng East Road) (深圳市福田区竹子林西 (深南大道与侨城东路交汇处); Fútián Qū Zhúzilín Xī (Shēnnán Ddàdào Yú Qiáochéng Dōng Lù Jiāohuì Chù)), métro L1 Qiao Cheng Dong, sortie A. Depuis 2004, en pleine ville, ce grand parc présente différents types de jardin, chinois ou autres. Un amphithéâtre accueille des spectacles pour enfants, en fin de semaine, Happy Sunday.
  - Mangrove National Reserve / Park (红树林生态公园), Binhai Freeway, 福田区滨海大道. L'autoroute a été repoussée de 200 mètres pour préserver cet étroit espace, où font aussi escale différents oiseaux dans leur migration depuis la Sibérie[2] (Bus : J1, ou 382, arrêt : Hongshulin (红树林)).
  - Parc des Lychis, sans prétention, à côté du Grand Théâtre, métro Da Ju Juian, abritant en fin de semaine familles et groupes (musique, jeux, gymnastique, pique-nique...
  - Autres parcs : Zhongxin Park, Bijiashan Park, Huanggang Shuangyong Park, Huanggang Nanlu Park, Meilin Park, Honey Lake Resort.
- Nanshan
  - Window of the World (世界之窗), 南山区华侨城深南大道 (Métro : Shi Jie Zhi Chuang), Nanshan est, avec reproduction au tiers, des grands sites touristiques du monde (Tour Eiffel, Tour de Pise, Pyramides d'Égypte, Taj Mahal, Grand Canyon, dans de beaux paysages, avec éclairages nocturnes, et spectacles présentant des centaines de danseurs. Entrée : 140 rmb.
  - Splendid China Folk Village (深圳锦绣, 中华中国民俗文化村; Shēnzhèn Jǐnxiù Zhōnghuá, Zhōngguó Mínsú Wénhuà Cūn), Nanshan est, (Métro : Hua Qiao Cheng Metro Station, sortie D). La moitié est consiste en reproductions en miniature des principaux sites touristiques de Chine (Cité Interdite, Potala du Tibet, Forêt de pierre du Yunnan, Grande Muraille de Chine, etc.), dans des paysages variés fleuris. La moitié ouest se compose de 56 maisons, correspondant aux 56 nationalités de Chine, grandeur nature, tenues par les différentes nationalités, fournissant les explications sur us et coutumes, et quelque animation : rock tibétain, cérémonies, bataille mongole à cheval... Entrée : 120 rmb.
  - Happy Valley (欢乐谷 huanle gu), Qiaocheng W Rd OCT 南山区华乔城乔城西路, Nanshan est, (Métro : Shi Jie Zhi Chuang). Une sorte de Disneyland, avec animations dans un beau décor.
  - Sea World Shekou (蛇口海上世界中国) (Métro L2). Boutiques, boîtes de nuit, bars, restaurants, hôtels, autour du bateau de croisière fiché en terre Minghua. Les travaux ont commencé en février 2011 pour rénover l'ensemble, et le mettre au diapason du futur Marine World. Mais les nuits animées continuent.
  - Autres parcs : Haibin Ecology Park, Zhongshan Park, Evergreen Resort (Shekou), Safari Park (côté Bao'an), Xili Lake Resort, et tout au nord une partie du Yangtai Mountain Scenic Spot.
- Yantian
  - Minsk World (明思克航母; Míngsīkè Hángmǔ), Jinrong Rd, Shatoujiao. L'ancien avion militaire russe est le point de départ de diverses animations. Entrée : 130 rmb.
  - OCT East (东部华侨城), dans une zone de plages et de montagnes, à l'extrême est de Shenzhen, (à ne pas confondre avec l'OCT de NanShan) : nombreuses attractions.
- Bao'an
  - Yangtai Mountain Forest Park (羊台山森林公园), Longhua Town Bao’an 宝安区龙华镇. Parc forestier écarté des Eaux et Forêts de la province, au nord de Nanshan : paysages remarquables, faune et flore intéressantes.
  - Shiyan Lake Hot Spring Resort (石岩湖温泉度假村; Shíyánhú Wēnquán Dùjiàcūn), Shiyan Town, Bao'an District (宝安区石岩镇; Bǎo'ān Qū Shíyán Zhèn). Bus 523. Attraction populaire dès le 16e siècle. Yulu : source d'eau chaude à 60 °C, refroidissant jusqu'à 40 °C avant d'arriver dans les piscines.
  - Safari Park Shenzhen (深圳野生动物园; Shēnzhèn Yěshēng Dòngwùyuán), Xili Road, district de Nanshan. Provisoirement à éviter.

### Musées et galeries
La ville comporte différents musées dont :
- Le musée de Shenzhen (深圳博物馆), situé dans le district de Futian,
- He Xiangning Art Museum[3] (1997), à Nanshan,
- Longgang Museum of Hakka Culture,
- Nantou Ancient City Museum...

Une liste plus complète, à mettre à jour, serait la suivante :
- Longgang
  - Museum of Ancient Dapeng City, Pencheng Community , Dapeng Town. Ouverture : 09:00-17:30, 7/7, 20 rmb.
  - Hakka Culture Museum, 1 Luoruihe Bei Jie, Longgang Town. Bel ensemble préservé, à peine restauré, et plus authentique que les plus policés, comme le Sam Tung Uk Museum (Hong Kong) ou le Law Uk Folk Musuem (Hong Kong).
  - Dafen Oil Painting Village, 大芬油画村, Dàfèn Yóuhuà Cūn, Dafen Village, Dafen (Shenzhen), Buji, 龙岗区布吉街道大芬社区. Bus : 300, 372, 357... En 1988, un homme d'affaires de Hong Kong, Wong Kong, spécialisé en reproductions d'art, décide que l'art n'a pas d'avenir à Hong Kong, et s'installe à Dafen, entre Luohu et Longgang, pas encore en ZES. Il est suivi par artistes, critiques et amateurs : village Hakka, rizières, et boutiques d'art. De nombreux artistes y résident, séjournent, produisent, vendent. Actuellement ce quartier d'industries culturelles (exportatrices) abrite plusieurs centaines de boutiques d'art visuel, l'essentiel en peinture : thématiques et qualités variées ; beaucoup de copies d'œuvres anciennes, modernes et contemporaines, chinoises ou occidentales, et quelques œuvres originales. On peut ainsi visiter les galeries Xiongshi Zhenggang[4], Teng Fei '200llonghai@163.com). Parmi les rares boutiques d'œuvres en relief : Lanbo[5], 73art.com, bisonart.com).
- Luohu
  - Shenzhen Art Museum,深圳美术馆. 32 rue Donghu, Donghu Park, Aiguo Road, 罗湖区爱国路东湖一街32号. Bus : 3, 17, 360, 351, 300 : partir de Shenzhen Reservoir (Shenzhen Shui Ku), rejoindre le lac de l'est, East Lake (Dong Hu)[6]. Ouverture : 09:00-17:00, sauf lundi.
  - Shenzhen Paleontology Museum, dans le Xianhu Botanical Garden. Ouverture : 09::00-17:00, sauf lundi, 20 rmb.
  - Galery of Shenzhen Fine Art Institute, croisement Yinhu Lu & Jinhu Lu. Ouverture : 09:00-17:00, 7/7, gratuit. www.inkpainting.org.
  - Wu Tong Mountain (bus 211 depuis Dong Men) : village d'artistes, dont Wu Qiang, et le restaurant Ai Chi Bu Chi (99 Mao Zai Basement, 2571 1967).
- Futian
  - Guan Shan Yue Art Gallery, 关山月美术馆, 6026 rue Hong Li, 福田区红荔路6026号. Bus : 25,215,105. Métro Shao Nian Gong (少年宫). Site : www.gsyart.com. Coordonnées : 22° 33′ 06,14″ N, 114° 03′ 32,78″ E. Dédié aux œuvres de Guan Shanyue, un maître moderne de l'école de Ling Nan (dynastie Tang), de peinture à l'encre chinoise, d'inspiration japonaise, au début du 20e siècle. Plus tard un bureaucrate communiste dans les arts, puis attaqué pendant la révolution culturelle, il fait don de ses œuvres à la ville de Shenzhen, qui ouvre la galerie en 1997.
  - Shenzhen Museum, 深圳博物馆, Shēnzhèn Bówùguǎn. Entrée rue Jintian, Shenzhen Civic Centre, district de Futian, 福田区市民中心东座. Métro L1 & L4 Shi Min Zhong Xin. Téléphone : +86 755 82101044[7]. Ouverture : 10:00-18:00, sauf lundi. Entrée libre. Aile est du Shenzhen City Hall Centre, le grand bâtiment municipal à toit ondulé. Musée polyvalent complet récent : minéraux, végétaux, animaux, antiquités, histoire ancienne et récente.
- Nanshan
  - He Xiangning Art Museum, 何香凝美术馆, Hé Xiāngníng Měishùguǎn, 9013 Shennan Dadao, (深南大道9013号; Shēnnándàdào). Métro L1 Huaqiaocheng(华侨城), sortie C. Ouverture : 10:00-17:30, sauf lundi. Entrée : 20¥, sauf vendredi. 22° 32′ 10,46″ N, 113° 58′ 35,62″ E. He Xiangning est la veuve de Liang Zhongkai, leader de la gauche (du Kuomintang) pro-Moscou des années 1920, supposé successeur de Sun Yat Sen, assassiné par des gangsters, probablement sur contrat de Chiang Kai-shek. Elle demeura à Pékin après 1949. Son fils fut un dirigeant local. La galerie a été établie en l'hommage de sa mère. Traverser Shennan Avenue par la passerelle, passer devant la Mc Donald.
  - OCT Art and Design Gallery, 华美术馆, Shennan Avenue OCT 南山区华乔城深南大道. Bus : 21, 26, 54, 59, 101, 105, 109, 113, 204, 223, 338, 373, 390. Métro : L1 Hua Qiao Cheng. 22° 32′ 09,67″ N, 113° 58′ 40,46″ E.
  - OCT Contemporary Art Terminal and Loft Area, OCT 当代艺术中心. Derrière Konka, 南山区华乔城康佳集团北则. Métro Qiao Cheng Dong, sortie A. Ancien quartier d'usines transformé, de 2004 à 2007, en centre de design, de musique (Idutang), de boutiques, de petits bars-restaurants. La deuxième phase : T Street Creative Bazaar, Enping Lu, ouvre en mai 2011.
- Bao'an
  - Migrant Worker's Museum, musée des travailleurs migrants, 6 Yonghe Road, Shangwu Community, Shiyan Subdistrict, Bao’an District (宝安区石岩街道上屋社区永和路6号); Bus 392, 855, 633, 795, 866, 759, arrêts Shiyan Coach Station ou Wanlian Store.

### Monuments historiques
- Futian

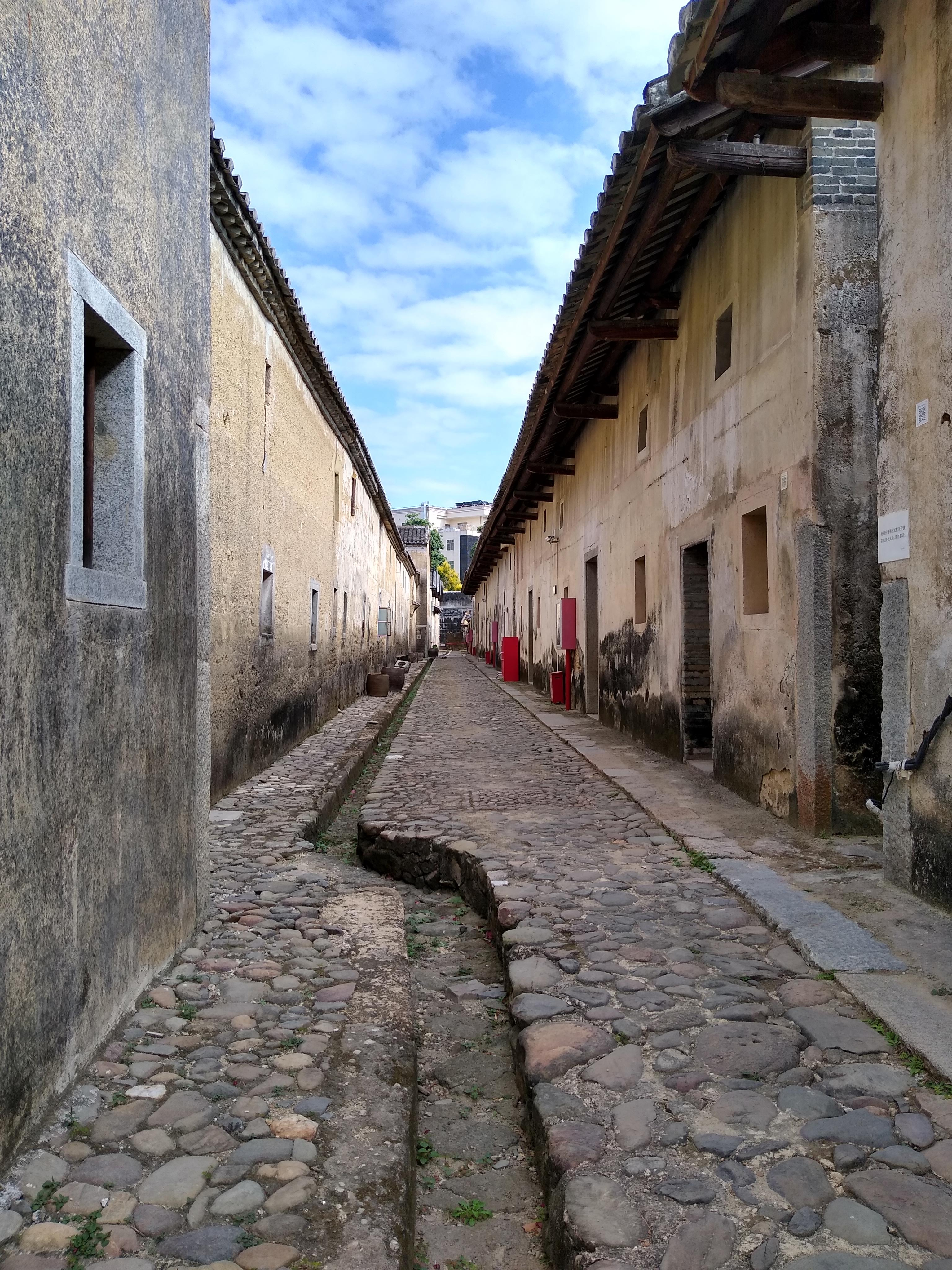
Tracé d'un ancestral système d'évacuation d'eaux usées par le sol, dans une rue du village de Hakka Dawanshiju potentiel site touristique de Shenzhen (vers décembre 2019)

  - Lianhua Hill: 6030 Hongli Road West, (福田区红荔西路6030号),
  - New Shenzhen Museum: Zone A, Civic Center, (福田区市民中心A区深圳博物馆),
  - Old Shenzhen Museum: 6 Tongxin Road, (福田区同心路6号),
  - Xiasha Museum: Xiasha Village, (福田区下沙村),
- Luohu
  - Diwang Observation Deck: 69/F, Diwang Masion, Shennan Road East, (罗湖区深南东路地王商业中心69楼),
  - Fairy Lake: 160 Xianhu Road, Liantang, (罗湖区莲塘仙湖路160号),
- Nanshan :
  - Temple Guandi, 关帝庙,
  - Vieille ville de Xin'an, 新安 古城, Xin'an (Nantou) Ancient City (新安 (南 头) 古城; Xin'an (Nantou) Gǔchéng),
  - Tomb of the Young Song Emperor (宋少帝陵; Sòng Shǎo Dì Líng), à Chiwan (Shekou),
  - Tin Hau Temple (赤湾天后宫), à Chiwan (Shekou),
  - Left Fort (赤湾左炮台), à Chiwan (Shekou), Chiwan Left Battery: Chiwan Road 1, (南山区赤湾1路),
  - Xili Lake Tempel, près de la Xili Tower (bus 66, 101, 104) : Guanyin (Bodhisattva de la Compassion), Caishen (Dieu de la Richesse), et une lady (Jinhua Furen, divinité de la maternité, peut-être).
  - Nantou Ancient Town Museum: 2 Jiaochang, Nantou, (南山区南头较场2号),
  - Zhongshan Park: 42 Zhongshan Road West, Nantou Street 9, (南山区南头九街中山西街42号),
  - China Merchant Group Historical Museum: 21 Yanshan Road, Shekou, (南山区蛇口沿山路21号),
- Longgang
  - Le Village Fortifié de la Grue, Crane Lake (Wei) Fortified Hakka Village abrite un Musée de la culture hakka. Le territoire de Shenzhen a un passé hakka. Quand, à la fin du XVIIe siècle, l'empereur Kangxi a dépeuplé la côte, sur une profondeur de 30 kilomètres, dans le cadre de sa campagne contre les loyalistes Ming à Taiwan. Lorsque la côte a été réautorisée, les hakkas, descendants des immigrants du XIIIe siècle du nord de la Chine, ont été plus rapides. Les relations entre le hakka et le cantonais étaient souvent tendues : au XIXe siècle, la guerre civile hakka-cantonais auraient fait 500 000 victimes. Cela explique en partie que la plupart des colonies Hakka ont été fortifiées.
  - Former site of Dongjiang Guerrilla Headquarters, ancien quartier général de la guérilla anti-japonaise, contre les troupes japonaises d’occupation débarquées en 1938 à Daya Bay : Tuyang Community, Kuichong Subdistrict, Longgang District (龙岗区葵涌街道土洋社区). Autres sites de mémoire révolutionnaire : Dongjiang Guerrilla Memorial Hall à Pingshan, the Chinese Cultural Celebrities’ Rescue Memorial Hall à Bao’an, Dongjiang Memorial Pavilion à Longgang.
- Yantian
  - Zhongying Street Museum: 9 Huancheng Road, Shatoujiao, Yantian District (盐田区沙头角镇内环城路九号),
  - Gengzi Uprising Memorial Hall: OCT East, Dameisha, Yantian District (盐田区大梅沙东部华侨城),
- Autres
  - Dapeng ancien Fort (大鹏 所 城; Da Cheng Suǒ Peng) : le Fort de Dapeng date de la dynastie Ming Fort. Construit en 1394, il a joué un rôle important dans la défense de la rivière des Perles pendant la guerre de l'opium. Bien conservé, en cours de restauration, c'est désormais musée.
  - Le Village Fortifié Hakka Dawanshiju est également bien conservé.

### Cinémas
- Luohu
  - UA KK Mall, 4/F, 5016 Shennan Dadao, dont un IMAX annoncé,
  - Golden Harvest Shenzhen, 3/F, The Mixc, 1881 Bao'an Road South,
  - China Film South Movie City, 3/F, King Glory Plaza, Ren Min road south,
  - Shenzhen Cinema, 1 Xinyuan Lu,
  - Sun Plaza Digital Cinema, 6/F Sun Plaza & Department Store, Dongmen Walking Street,
- Futian
  - New China Film South Movie City, 3/F, CITIC City Plaza, 1095 Shennan Road Central,
  - Warner Jinyi international cinéma, G/F, Central Walk, Fu Hua road, métro Hui Zhang Zhong Xin, szjydy.com,
  - Broadway Circuit, 2/F, Coco Park, Fu Hua road 3,
  - China Film Antaeus international Cinéplex, 3/F, Jia Xin Mao,
  - Donghai Pacific Cineplex, 4/F Donghai Shopping Plaza, 8099 Hongli Xi Lu, XiangMiHu, sztpy.com,
  - Golden Shield Cinema, 1018 Shennan DaDao,
  - Shenzhen Auditorium, 5 Shangbu Zhong Lu,
  - The Cinema of Shenzhen Citizen's Art Gallery, 95 Yannan Lu,
  - Zgongying Jindian International Cinema, 3/F, JiaXinmao Shopping Center, Nonglin Lu & Qiaoxiang Lu,
- Nanshan
  - MCL Cinéma City, 5/F, Garden City Center, Nanhai bvd,
  - Holiday Cinéma, L3, Yitian Holiday Plaza, Window of the World,
  - Coastal City Cinéma, 3/F, Coastal City, 33 Wenxin road 5, coastalcitycinema.com.
  - Golden Harvest Movie City 2, 3/F, Coastal City, 33 Wenxin Wu Lu, yingyuan.cn,
  - Huaxia Arts Center Digital Cinema, 1 Guangqiao Jie, OCT, octeshow.com,
  - Nanyou Theater, Nanyou Cultural Plaza, Dongbin Lu,
  - Poly International Cinema, 3/F, Poly Culture Center B, Houhaibin Lu, Houhai,
- Bao'an
  - China Film South Movie City, nsmovie.com,
- Longgang
  - Longgang Movie City, 1/F, Longgang Cultural Center A, East end of Longgang Square,

### Salles de concert et de spectacles
- Luohu
  - Shenzhen Cantonese Opera Troupe, Phonix Theater, Fenghuang Lu,
  - Shenzhen Symphony Orchestra, 2025 Huangbei Lu,
- Futian
  - Shenzhen Concert Hall, (深圳音乐厅); 2016 Fuzhong 1st Road, 福田区福中一路2016号. Métro L2 / L4 Shi Min Zhong Xin / Civic Center ou Shao Nian Gong / Children's Palace. www.shenzhenconcerthall.com.
  - Modern Performance Center, Lianhua San Cun, Hongli Xi Lu,
  - Auditorium of Shenzhen Citizen Center, 3 Fuzhong San Lu,
  - Futian Cultural Center, 2 Dongyi Jie,
  - Grand Theatre. Métro L1 (& bientôt L2), Da Ju Juian.
  - Theater of Shenzhen Children's Palace, Fuzhong Yi Lu,
  - Shenzhen Sing and Dance Troupe, 128 Meijua Lu,
  - Shadu Song and Dance Hall,
- Nanshan
  - Huaxia Arts Center, 1 Guangqiao Jie, OCT, www.octeshow.com,
  - Idutang C, Building F3, OCT Loft, Engping Lu, métro L1 Hua Qiao Cheng, derrière Konka,
  - Poly Theatre, Baoli Wenhua Square, Houhaibin Road & Wenxin Wu Lu, 南山区后海滨路保利文化广场, szpolypw@163.com.
  - Nanshan Cultural Center, Guimiao Lu & Yueliang Wan Dadao, 09:30-17:00,
  - Window of the world, OCT...
- Longgang
  - Longgang Cultural Center, east end of Longgang Square,

### Festivals
- China International Cultural Industries Fair[8],
- Dragon Boat Race[9],
- Shenzhen Anime Festival[10],
- Grand Theatre Art Festival[11],
- The OCT-Loft Jazz Festival,
- The China Cup International Regatta,
- China High-Tech Fair[12],
- Dameisha Beach Music Festival,
- Shenzhen Creative Arts Festival[13],

### Autres
- Architecture et urbanisme[14],[15],[16],[17],[18],
  - Liste des plus hauts immeubles de Shenzhen
  - Biennale de Shenzhen & Hong Kong d'urbanisme et d'Architecture
- Hébergement, hôtellerie
- Gastronomie
- Mode
- Artisanat et artisanat d'art
- Design
- Culture numérique
- Sports

### Destinations de proximité
- Croisières
- Archipel de Wanshan
- Canton, Guangzhou
- Hong Kong, Hong Kong-Shenzhen Western Corridor
- Macao, Zhuhai
- Dongguan, Foshan, Jiangmen], Huizhou, Zhongshan…

### Sources
Récupération d'un état antérieur (2011) de l'article Shenzhen, où cette rubrique était inappropriée.
Le relevé est donc à améliorer et à mettre à jour régulièrement.